# Kotovsk
Kotovsk é uma cidade no distrito de Tambov, na Rússia, localizada às margens do rio Tsna, 14 quilômetros ao sul de Tambov. 
Kotovsk foi fundada antes da Primeira Guerra Mundial, sob a iniciativa do czar Nicolau II, como um assentamento para os trabalhadores envolvidos na construção da fábrica de pólvora (encomendada em 1912). 
Inicialmente, foi chamado Porokhovoy Zavod (Порохово́й Заво́д, mais tarde foi renomeada para Krasny Boyevik (Кра́сный Боеви́к, lit. lutador vermelho), porque foi usada pelos bolcheviques como uma forma de instalação para o estabelecimento do governo soviético no país. Em 1940, recebeu o status de cidade e renomeou-se Kotovsk, após Grigory Kotovsky (1881-1925), que havia suprimido uma rebelião camponesa anti-soviética na província de Tambov em 1921.

## Fonte
- Тамбовская областная Дума. Закон №72-З от 21 июня 1996 г. «Об административно-территориальном устройстве Тамбовской области», в ред. Закона №544-З от 11 июня 2015 г. «О внесении изменений в статью 7 Закона Тамбовской области "Об административно-территориальном устройстве Тамбовской области"». Опубликован: "Тамбовская жизнь", №131, 1996 г. (Tambov Oblast Duma. Law #72-Z of June 21, 1996 On the Administrative-Territorial Structure of Tambov Oblast, as amended by the Law #544-Z of June 11, 2015 On Amending Article 7 of the Law of Tambov Oblast "On the Administrative-Territorial Structure of Tambov Oblast". )